# Florian Côté
Pour l’article homonyme, voir Côté (homonymie).
Florian Côté (17 mai 1929-29 janvier 2002) est un agriculteur et homme politique fédéral du Québec.

## Biographie
Né à Sainte-Brigitte-des-Saults dans la région du Centre-du-Québec, Florian Côté entame sa carrière politique en devenant député du Parti libéral du Canada dans la circonscription fédérale de Nicolet—Yamaska lors d'une élection partielle déclenchée après la démission du député sortant Clément Vincent en 1966. Réélu dans Richelieu en 1968, 1972 et en 1974, il ne se représenta pas en 1974. De 1968 à 1970, il est secrétaire parlementaire du ministre de l'Agriculture.